# Porsflotjärnen
Porsflotjärnen är en liten sjö vid den större sjön Bästselet i Strömsunds kommun i Ångermanland och ingår i Ångermanälvens huvudavrinningsområde.